# Storsjön (Söderala socken, Hälsingland)
Storsjön är en sjö i Söderhamns kommun i Hälsingland och ingår i Norralaån-Ljusnans kustområde. Sjön är 6 meter djup, har en yta på 0,404 kvadratkilometer och befinner sig 9,2 meter över havet.

## Delavrinningsområde
Storsjön ingår i det delavrinningsområde (679228-157330) som SMHI kallar för Mynnar i Dammsjön. Medelhöjden är 12 meter över havet och ytan är 2,18 kvadratkilometer. Det finns inga avrinningsområden uppströms utan avrinningsområdet är högsta punkten. Vattendraget som avvattnar avrinningsområdet har biflödesordning 2, vilket innebär att vattnet flödar genom totalt 2 vattendrag innan det når havet efter 1,9 kilometer. Avrinningsområdet består mestadels av skog (60 procent). Avrinningsområdet har 0,43 kvadratkilometer vattenytor vilket ger det en sjöprocent på 19,8 procent.